# Municipio de Santiago Comaltepec
El municipio de Santiago Comaltepec (en náhuatl: comal, tepetl 'cerro', 'Cerro del comal') es un municipio de 957 habitantes situado en el Distrito de Ixtlán, Oaxaca, México.
Santiago comaltepec celebra su festividad en honor a Santiago Apóstol el 25 de julio 
En esta festividad se acostumbra que cada año vengan las personas de los pueblos circunvecinos a pedir pan y comida.

## Historia
Antes de la conquista, los habitantes de la región eran sujetos de tributo a los aztecas. A la llegada de los españoles, hubo campañas de cristianización en la región entre los años 1602 y 1603.
En 1659 se erige el pueblo, por años hubo disputas por tierras y aguas con los poblados vecinos. Los títulos oficiales fueron expedidos hasta el año 1819.

## Demografía
En el municipio habitan 957 personas, de las cuales 85% habla una lengua indígena. El municipio tiene un índice de rezago social bajo.
Localidades
En el municipio se encuentran los siguientes poblados:
| Nombre de la localidad | Población (2010) |
| ---------------------- | ---------------- |
| Santiago Comaltepec    | 710              |
| Soledad Tectitlán      | 161              |
| La Esperanza           | 128              |
| San Martín Zoyolapam   | 97               |
| Metates                | 15               |
| Puerto Eligio          | 3                |
| Vista Hermosa          | 1                |

## Flora y fauna
La región es rica en especies silvestres:
Flora: girasol, romero, huele de noche, berro, quelite, encino, pino, manzano, durazno, naranja, plátano, palma, canela y arrayán.
Fauna: Pavorreal, gato montés. tucán, perico, jabalí, trucha, mojarra, jaguar, puma, ocelote y tigrillo.